# Kabinett Plenković III
Das Kabinett Plenković III bildet seit dem 18. Mai 2024 die Regierung von Kroatien. Die Regierung wurde nach der Parlamentswahl in Kroatien 2024 gebildet. Die rechtspopulistische DP ist das erste Mal Mitglied in der kroatischen Regierung. Es löste das Kabinett Plenković II ab.  

## Regierungsparteien
| Partei | Partei                                                                     | Parteivorsitzende/-r | Politische Ausrichtung                | Abgeordnete | Anmerkung         |
| ------ | -------------------------------------------------------------------------- | -------------------- | ------------------------------------- | ----------- | ----------------- |
|        | Hrvatska demokratska zajednica (HDZ) Kroatische Demokratische Gemeinschaft | Andrej Plenković     | nationalkonservativ, Christdemokratie | 57/151      | 15 Ministerposten |
|        | Domovinski pokret (DP) Heimatbewegung                                      | Ivan Penava          | rechtspopulistisch, EU-skeptisch      | 11/151      | 3 Ministerposten  |

## Kabinettsmitglieder
| Amt | Foto                                               | Name                                                                     | Partei    |
| --- | -------------------------------------------------- | ------------------------------------------------------------------------ | --------- |
| Premierminister                                                                                            |                                                    | Andrej Plenković                                                         | HDZ       |
| Erster stellvertretender Premierminister Minister für kroatische Veteranen                                 |                                                    | Tomo Medved                                                              | HDZ       |
| Zweiter stellvertretender Premierminister Minister für Innere Angelegenheiten                              |                                                    | Davor Božinović                                                          | HDZ       |
| Dritter stellvertretender Premierminister Minister für Maritime Angelegenheiten, Verkehr und Infrastruktur |                                                    | Oleg Butković                                                            | HDZ       |
| Vierter stellvertretender Premierminister Minister für Verteidigung                                        |                                                    | Ivan Anušić                                                              | HDZ       |
| Fünfter stellvertretender Premierminister Minister für Raumordnung, Bauwesen und Staatseigentum            |                                                    | Branko Bačić                                                             | HDZ       |
| Sechster stellvertretender Premierminister Minister für Finanzen                                           |                                                    | Marko Primorac                                                           | Parteilos |
| Siebter stellvertretender Premierminister Minister für Land-, Fischerei- und Forstwirtschaft               |                                                    | Josip Dabro (bis 18. Januar 2024)                                        | DP        |
| Siebter stellvertretender Premierminister Minister für Land-, Fischerei- und Forstwirtschaft               | Tugomir Majdak (ab 18. Januar 2024, kommissarisch) |                                                                          |           |
| Minister für Auswärtige und europäische Angelegenheiten                                                    |                                                    | Gordan Grlić Radman                                                      | HDZ       |
| Minister für Wirtschaft                                                                                    |                                                    | Ante Šušnjar                                                             | DP        |
| Ministerin für Umweltschutz und nachhaltige Entwicklung                                                    |                                                    | Marija Vučković                                                          | HDZ       |
| Minister für Justiz, öffentliche Verwaltung und digitale Transformation                                    |                                                    | Damir Habijan                                                            | HDZ       |
| Minister für Gesundheit                                                                                    |                                                    | Vili Beroš (bis 15. November 2024)                                       | HDZ       |
| Minister für Gesundheit                                                                                    |                                                    | Andrej Plenković (15. November 2024 bis 6. Dezember 2024, kommissarisch) | HDZ       |
| Minister für Gesundheit                                                                                    |                                                    | Irena Hrstić (ab 6. Dezember 2024)                                       | HDZ       |
| Minister für Arbeit, Rentensystem, Familien- und Sozialpolitik                                             |                                                    | Marin Piletić                                                            | HDZ       |
| Minister für Wissenschaft, Bildung und Jugend                                                              |                                                    | Radovan Fuchs                                                            | HDZ       |
| Minister für Demographie und Einwanderung                                                                  |                                                    | Ivan Šipić                                                               | DP        |
| Ministerin für Kultur und Medien                                                                           |                                                    | Nina Obuljen Koržinek                                                    | HDZ       |
| Minister für Tourismus und Sport                                                                           |                                                    | Tonči Glavina                                                            | HDZ       |
| Minister für Regionale Entwicklung und europäische Fonds                                                   |                                                    | Šime Erlić                                                               | HDZ       |